# سرايان
سرايان (بالفارسية: سرایان) هي مرکز مدينة سرايان في محافظة خراسان الجنوبية شرق إيران. يقدر عدد سكانها بـ 11,098 نسمة .